# Alexander av Bulgarien
Alexander I, född som Alexander Joseph von Battenberg, född 5 april 1857 i Verona, död 17 november 1893 i Graz, var furste av Bulgarien och prins av Battenberg och den förste fursten av det moderna Bulgarien och regerade 29 april 1879 till 7 september 1886. 
Alexander var son till prins Alexander av Hessen och prinsessan Julie av Battenberg.
Han deltog som officer vid ryska hären i kriget mot Osmanska riket 1877-78 och valdes 29 april 1879 till furste av Bulgarien. Han saknade politisk erfarenhet och hade ingen stark maktställning i den nybildade statens partistrider. Han ogillade Bulgariens nyskrivna författning, som var ovanligt liberal för sin tid, och de liberala politiker som han blev tvungen att samarbeta med. Han lyckades inte få stöd för att revidera författningen, varken bland Bulgariens liberala politiker eller från Ryssland, vars inflytande i landet var mycket stort vid denna tid. 
1881 dog den ryske tsaren Alexander II och efterträddes av Alexander III, som var mer vänligt inställd till furst Alexander. Alexander sammankallade då en församling för att diskutera författningsändringar. Med stöd av Ryssland manipulerades valen till denna så att den blev helt dominerad av konservativa politiker, som genast godkände furstens förslag. En ny regering bestående av de ryska generalerna Leonid Sobolev och Aleksandr Kaulbars samt bulgariska konservativa, däribland Grigor Natjovitj, tillsattes. Rösträtten begränsades, och de val som hölls 1882 stärkte de konservativa, som nu ville lösgöra sig mer från det ryska inflytandet. 1883 slöts en kompromiss mellan fursten och partiledarna. Den gamla konstitutionen återställdes mot att liberalerna skulle överväga reformer senare. Efter de relativt fria valen 1884 bildades en vänsterliberal regering med Petko Karavelov som regeringschef.
När fursten nu återställt författningen och försökte frigöra sig mer från Rysslands inflytande blev förhållandet till Ryssland spänt, ännu mer sedan Alexander mot Rysslands vilja accepterat Östrumeliens förening med Bulgarien i september 1885. Detta ledde också till krig mellan Bulgarien och Serbien. Kriget blev en snabb seger för Bulgarien under Alexanders ledning. För Ryssland blev föreningen av Bulgarien med Östrumelien godtagbar enbart på villkor att Alexander ersattes av en ny furste. Förutom Ryssland vände sig även folkopinionen snabbt emot Alexander och en sammansvärjning anstiftades mot honom.
Han blev 21 augusti 1886 tillfångatagen i sitt slott i Sofia av en skara officerare, tvingades att abdikera och fördes ur landet. Sedan en militärkupp inom några dagar kullkastat konspiratörernas regering återvände Alexander till Bulgarien, men då hans försök att genom ett ödmjukt telegram blidka tsar Alexander III av denne avvisades, fann han sin ställning ohållbar och avgick 7 september 1886, och lämnade definitivt Bulgarien. 
Alexander gifte sig 1889 med operasångerskan Johanna Loisinger, antog titeln "greve av Hartenau" och inträdde 1890 i österrikisk militärtjänst, där han 1892 blev generalmajor. Han avled i Graz 17 november 1893 och begravdes i Sofia.